# ثيرم
الحَّرة[بحاجة لمصدر] أو ثيرم (بالإنجليزية: Therm)‏ (رمز، THM) هو وحدة غير مدرجة في النظام الدولي للوحدات من الطاقة الحرارية تساوي 100000وحدة حرارية بريطانية (Btu  ). وهو ما يعادل طاقة حرق 100 قدم مكعب (2.83 م3) - يشار إليها غالبًا باسم 1 CCF - من الغاز الطبيعي .
نظرًا لأن عدادات الغاز الطبيعي تقيس الحجم وليس محتوى الطاقة ، تستخدم شركات الغاز الطبيعي معامل حراري لتحويل حجم الغاز المستخدم إلى مكافئته الحرارية ، وبالتالي حساب استخدام الطاقة الفعلي. عادة ما يتم التعبير عن عامل الحرارة بوحدات الحرارة لكل CCF. سيتنوع مع مزيج الهيدروكربونات في الغاز الطبيعي. الغاز الطبيعي الذي يحتوي على تركيز أعلى من المتوسط من الإيثان أو البروبان أو البيوتان سيكون له معامل حرارة أعلى. تعمل الشوائب ، مثل ثاني أكسيد الكربون أو النيتروجين ، على خفض عامل الحرارة.
يتم حساب حجم الغاز كما لو تم قياسه عند درجة حرارة وضغط قياسيين (STP).
وحدة حرارية واحدة يساوي حوالي 105.5 ميجا جول ، 25200 سعرات حرارية أو 29.3 كيلو واط ساعة . يمكن أيضًا توفير وحدة حرارية واحدة بحوالي 96.7 قدم مكعب (2.74 م3) من الغاز الطبيعي. في بعض الأحيان يتم الخلط بين ثيرم و ثيرمي . تأتي أسماء كلا الوحدتين من الكلمة اليونانية للحرارة.

## تعريفات
وحدة حرارية (أوروبية) = 100000 وحدة حرارية بريطانية.
=105506000 جول
≈ 29.3072 كيلوواط - ساعة
وحدة حرارية (أوروبية)غالبًا ما يستخدمها المهندسون في الولايات المتحدة.

وحدة حرارية (أمريكية)=100000 وحدة حرارية بريطانية.
=105480400 جول
≈ 29.3001111111111 كيلوواط - ساعة
وحدة حرارية (بريطانية)=105505585.257348 جول
≡ 29.3071070159300 كيلوواط - ساعة
10 وحدة حرارية تعرف باعتبارها ديكاثيرم (في بعض الأحيان، dekatherm. يختصر عادة DTH)، وهو 1000000 Btu (من أي نوع). المزيد من الاختصارات شيوعا هي MDth عن 1000ديكاثيرم ، و MMDth عن 1000000 ديكاثيرم. 

## الاستعمال
تم تعديل لوائح المملكة المتحدة لاستبدال الوحدة الحرارية بالجول اعتبارًا من عام 1999 ، مع الغاز الطبيعي الذي عادة ما يتم تجزئته في الوحدة المشتقة ، كيلوواط / ساعة. على الرغم من ذلك ، فإن سوق الغاز بالجملة في المملكة المتحدة يتداول باستخدام الوحدة الحرارية. في الولايات المتحدة ، يُحسب الغاز الطبيعي عادةً في CCFs (مئات الأقدام المكعبة) أو الوحدة الحرارية.

## أثار الكربون
وفقًا لوكالة حماية البيئة ، ينتج عن حرق واحد وحدة حرارية من الغاز الطبيعي في المتوسط 5.3 كيلوغرام (11.7 رطل) من ثاني أكسيد الكربون.